# 東経7度線
東経7度線（とうけい7どせん）は、本初子午線面から東へ7度の角度を成す経線である。北極点から北極海、ヨーロッパ、地中海、アフリカ、大西洋、南極海、南極大陸を通過して南極点までを結ぶ。東経7度線は、西経173度線と共に大円を形成する。

## 通過する地域一覧
東経7度線は、北極点から南極点まで南に向かって以下の場所を通っている。
| 地理座標                                           | 国土・領土・領海 | 備考                                                                                                  |
| -------------------------------------------------- | ---------------- | --- |
| 北緯90度0分 東経7度0分 / 北緯90.000度 東経7.000度  | 北極海           | |
| 北緯81度15分 東経7度0分 / 北緯81.250度 東経7.000度 | 大西洋           | |
| 北緯62度57分 東経7度0分 / 北緯62.950度 東経7.000度 | ノルウェー       | 北端はムーレ・オ・ロムスダール県Fræna、南端はヴェスト・アグデル県Lindesnesの3km西                     |
| 北緯58度1分 東経7度0分 / 北緯58.017度 東経7.000度  | 北海             | |
| 北緯53度41分 東経7度0分 / 北緯53.683度 東経7.000度 | ドイツ           | ユイスト島（英語版）                                                                                  |
| 北緯53度40分 東経7度0分 / 北緯53.667度 東経7.000度 | ワッデン海       | |
| 北緯53度19分 東経7度0分 / 北緯53.317度 東経7.000度 | オランダ         | フローニンゲン州 ドレンテ州                                                                           |
| 北緯52度38分 東経7度0分 / 北緯52.633度 東経7.000度 | ドイツ           | ニーダーザクセン州                                                                                    |
| 北緯52度28分 東経7度0分 / 北緯52.467度 東経7.000度 | オランダ         | オーファーアイセル州                                                                                  |
| 北緯52度14分 東経7度0分 / 北緯52.233度 東経7.000度 | ドイツ           | ノルトライン＝ヴェストファーレン州 ラインラント＝プファルツ州                                         |
| 北緯49度11分 東経7度0分 / 北緯49.183度 東経7.000度 | フランス         | ロレーヌ地域圏 アルザス地域圏 ロレーヌ地域圏 フランシュ＝コンテ地域圏                                 |
| 北緯47度30分 東経7度0分 / 北緯47.500度 東経7.000度 | スイス           | 約14km                                                                                                |
| 北緯47度22分 東経7度0分 / 北緯47.367度 東経7.000度 | フランス         | フランシュ＝コンテ地域圏 - 約8km                                                                      |
| 北緯47度18分 東経7度0分 / 北緯47.300度 東経7.000度 | スイス           | |
| 北緯46度1分 東経7度0分 / 北緯46.017度 東経7.000度  | フランス         | ローヌ＝アルプ地域圏 - 約14km                                                                         |
| 北緯45度53分 東経7度0分 / 北緯45.883度 東経7.000度 | イタリア         | ヴァッレ・ダオスタ州                                                                                  |
| 北緯45度32分 東経7度0分 / 北緯45.533度 東経7.000度 | フランス         | ローヌ＝アルプ地域圏                                                                                  |
| 北緯45度13分 東経7度0分 / 北緯45.217度 東経7.000度 | イタリア         | ピエモンテ州                                                                                          |
| 北緯44度51分 東経7度0分 / 北緯44.850度 東経7.000度 | フランス         | プロヴァンス＝アルプ＝コート・ダジュール地域圏                                                        |
| 北緯44度42分 東経7度0分 / 北緯44.700度 東経7.000度 | イタリア         | ピエモンテ州                                                                                          |
| 北緯44度15分 東経7度0分 / 北緯44.250度 東経7.000度 | フランス         | プロヴァンス＝アルプ＝コート・ダジュール地域圏                                                        |
| 北緯43度33分 東経7度0分 / 北緯43.550度 東経7.000度 | 地中海           | |
| 北緯36度54分 東経7度0分 / 北緯36.900度 東経7.000度 | アルジェリア     | |
| 北緯20度29分 東経7度0分 / 北緯20.483度 東経7.000度 | ニジェール       | |
| 北緯12度59分 東経7度0分 / 北緯12.983度 東経7.000度 | ナイジェリア     | |
| 北緯4度23分 東経7度0分 / 北緯4.383度 東経7.000度   | 大西洋           | プリンシペ島（ サントメ・プリンシペ）のすぐ西を通過 サントメ島（ サントメ・プリンシペ）のすぐ東を通過 |
| 南緯60度0分 東経7度0分 / 南緯60.000度 東経7.000度  | 南極海           | |
| 南緯69度53分 東経7度0分 / 南緯69.883度 東経7.000度 | 南極大陸         | ドローニング・モード・ランド（ ノルウェーが領有権を主張）                                             |